# Janusz Góra
Janusz Góra (ur. 8 lipca 1963 w Bielawie) – polski piłkarz, trener, reprezentant Polski.

## Kariera zawodnicza

### Kariera klubowa
W I lidze zadebiutował w barwach Górnika Wałbrzych 15 sierpnia 1984 w meczu z Widzewem Łódź. W 1987 w barwach Śląska zdobył Puchar i Superpuchar. Od 1992 występował na boiskach niemieckich, gdzie po piętnastu latach zakończył czynną karierę piłkarza.

### Kariera międzynarodowa
W reprezentacji Polski zadebiutował 25 października 1989 w Chorzowie w przegranym 0:2 meczu z reprezentacją Szwecji (grał od 81 minuty).

## Statystyki
- Ekstraklasa polska: 203 mecze – 4 gole
- 1. Bundesliga: 25 meczów – 3 gole
- 2. Bundesliga: 115 meczów – 16 goli
- 3. Liga: 92 mecze – 12 goli
- Oberliga: 107 meczów – 13 goli

| lp. | Data                 | Miejsce          | Przeciwnik                   | Rezultat | Rozgrywki     | Grał   | Uwagi |
| --- | -------------------- | ---------------- | ---------------------------- | -------- | ------------- | ------ | ----- |
| 1.  | 25 października 1989 | Chorzów          | Szwecja                      | 0-2      | elim. MŚ 1990 | od 81' |       |
| 2.  | 2 lutego 1990        | Teheran          | Iran                         | 2-0      | towarzyski    | do 45' |       |
| 3.  | 4 maja 1990          | Chicago          | Kolumbia                     | 1-2      | towarzyski    | 90'    |       |
| 4.  | 6 maja 1990          | Chicago          | Kostaryka                    | 2-0      | towarzyski    | 90'    |       |
| 5.  | 9 maja 1990          | Hershey          | Stany Zjednoczone            | 1-3      | towarzyski    | do 67' |       |
| 6.  | 21 maja 1990         | Marsylia         | Zjednoczone Emiraty Arabskie | 4-0      | towarzyski    | do 65' |       |
| 7.  | 3 grudnia 1991       | Kair             | Egipt                        | 0-4      | towarzyski    | do 59' |       |
| 8.  | 5 grudnia 1991       | Kair             | Egipt                        | 0-0      | towarzyski    | 90'    |       |
| 9.  | 9 grudnia 1991       | Kuwejt           | Kuwejt                       | 2-0      | towarzyski    | 90'    |       |
| 10. | 7 maja 1992          | Solna            | Szwecja                      | 0-5      | towarzyski    | od 46' |       |
| 11. | 27 maja 1992         | Jastrzębie-Zdrój | Czechosłowacja               | 1-0      | towarzyski    | do 86' |       |

## Kariera trenerska
Jeszcze podczas czynnej kariery sportowej, w sezonie 2003/04 został asystentem trenera w SSV Ulm 1846 oraz szkoleniowcem zespołu rezerw klubu. W sezonie 2006/07, gdy zakończył karierę zawodniczą, po zwolnieniu trenera Marcusa Sorga, od początku 2007 przez niecały miesiąc był tymczasowym trenerem pierwszej drużyny, jednak po zatrudnieniu Paula Sautera ponownie objął stanowisko zastępcy pierwszego szkoleniowca. Od grudnia 2010 do czerwca 2011 Góra ponownie prowadził drużynę Ulm.
Następnie pracował w austriackim Red Bull Salzburg jako trener drużyny U-14, a także asystent w zespole U-18. W 2015 został asystentem trenera w ekipie FC Liefering.
Latem 2020 został asystentem w sztabie szkoleniowym Lecha Poznań. W kwietniu 2021, po odejściu Dariusza Żurawia, poprowadził ten zespół w ligowym meczu z Legią Warszawa (0:0).